# Tetragnatha caporiaccoi
Tetragnatha caporiaccoi este o specie de păianjeni din genul Tetragnatha, familia Tetragnathidae, descrisă de Platnick, 1993.
Este endemică în Guyana. Conform Catalogue of Life specia Tetragnatha caporiaccoi nu are subspecii cunoscute.